# Eleno mome
Eleno Mome (bulgarisch Елено моме) ist ein bulgarischer Reihen- bzw. Kreistanz (s. u.) im 7/8-Takt.

## Name und Liedtext
Der Name Eleno Mome ist wie bei vielen bulgarischen Folkloretänzen der Anfang des dazugehörigen Liedes (s. u.) und bedeutet „Mädchen Helena“. Der Tanz ist auch unter dem Namen „Elenino Horo“ gebräuchlich. (Eine griechische Version des Tanzes trägt den Namen „Eleni kopella“ – deutsch ebenfalls „Mädchen Helena“.)

## Text des Liedes
Das Tanzlied existiert in mehreren verschiedenen Varianten. Eine (bulg. Елено моме, Елено, Не гази сено зелено …) lautet folgendermaßen:
| bulgarisch |  | deutsche Übersetzung |
| Eleno mome, Eleno Ne gazi seno zeleno. Ah, Eleno mome, Eleno Ne gazi seno zeleno. Štom padne seno zeleno Mladi go momci kosili. Ah, Eleno mome, Eleno Ne gazi seno zeleno. Mladi go momci kosili A mladi bulki plastili. Ah, Eleno mome, Eleno Ne gazi seno zeleno. Mladi go bulki plastili, A mladi kone paseli. Ah, Eleno mome, Eleno Ne gazi seno zeleno.                                                            |  | Elena, Mädchen Elena, Tritt nicht auf das grüne Heu. Ach, Elena, Mädchen Elena, Tritt nicht auf das grüne Heu. Als das grüne Heu begann umzusinken, mähten die jungen Burschen es. Ach, Elena, … Die jungen Burschen mähten es, die jungen Bräute wendeten es und breiteten es aus. Ach, Elena, … Die jungen Bräute wendeten es und verstreuten es. Die jungen Pferde weideten darauf. Ach, Elena, …                                                                                    |
| Eine andere Version wird bezüglich des Geschehens deutlicher: |  | |
| Džambazi seno kosjaha, Mladi devojki plastjaha. Eleninata majčica Tja na Elena dumaše: Eleno mome, Eleno, Ne gazi seno zeleno. Deca go momci kosili, Deca go momi plastili. Koga mi momci kosili, Kosili i se sârdili. Koga devojki plastili, Plastili i se molili: Eleno mome, Eleno, Ne gazi seno zeleno Šte ti izleze soleno. Eleninite očički Te struvat šepa žâltički. Eleninite klepači – Kojto gi vidi se plači. |  | Pferdehändler mähten Heu, Junge Mädchen häufelten es. Elenas Mütterchen Sprach zu Elena: Elena, Mädchen Elena, Tritt nicht auf das grüne Heu. Jungen haben es gemäht, Mädchen haben es gehäufelt. Als die Jungen es mähten, mähten und ärgerten sie sich. Als die Mädchen häufelten, Häufelten und baten sie: Elena, Mädchen Elena, Tritt nicht auf das grüne Heu, [Sonst] wird’s dir übel enden. Elenas Äuglein Kosten eine Handvoll Goldstücke Elenas Wimpern – Wer sie sieht, weint. |

In dieser Version zeigt sich der Typus des Spottliedes, der in vielen Ländern als Tanzlied beliebt ist.

## Herkunft und Verbreitung
Der Tanz Eleno Mome gehört, neben Pravo Horo, Svištovsko (Pravo Severnjaško Horo), Dajčovo und Pajduško, zu den beliebtesten Tänzen. Er ist mit seinem lebhaften Tempo, seinen Hüpfern und Sprungschritten und den Armbewegungen, die die Schritte begleiten und die Akzente unterstreichen, ein typischer nordbulgarischer Tanz. Heute wird er überall in Bulgarien bei Festen aller Art getanzt.

## Formale Charakteristik
Eleno Mome gehört zur Gruppe der bulgarischen Horos und wird in langer gemischter Reihe oder offenem Kreis in Handfassung nach rechts getanzt. Der Rhythmus ist ein 7/8-Takt mit der Verteilung 2-2-1-2 (lang-lang-kurz-lang). Auf jede dieser vier Pulsationen erfolgt ein Schritt oder ein Hüpfer. Die Grundform besteht aus drei Takten, wobei die Tänzer sich auf den ersten Takt nach rechts bewegen und auf den zweiten und dritten Takt mehr oder weniger auf der Stelle tanzen. Diese Struktur entspricht ebenfalls (wie Pravo Horo) dem Grundprinzip des Färöischen Balladenschritts (Tanzbeschreibungen siehe Literatur).